# Louky v Jeníkově
Louky v Jeníkově este o arie protejată (arie specială de conservare — SAC, sit de importanță comunitară — SCI) din Republica Cehă întinsă pe o suprafață de 13,74 ha, integral pe uscat.

## Localizare
Centrul sitului Louky v Jeníkově este situat la coordonatele 49°44′19″N 15°57′44″E / 49.738611°N 15.962222°E.

## Înființare
Situl Louky v Jeníkově a fost declarat sit de importanță comunitară în mai 2016 pentru a proteja 1 specie de animale. Situl a fost protejat și ca arie specială de conservare în septembrie 2018.

## Biodiversitate
Situată în ecoregiunea continentală, aria protejată nu include niciun habitat protejat.
La baza desemnării sitului se află o specie protejată de  nevertebrate: Vertigo geyeri.